# Patterson (Kalifornija)
Patterson je grad u američkoj saveznoj državi Kalifornija. Prema popisu stanovništva iz 2010. u njemu je živjelo 20.413 stanovnika.